# Rönnträsktjärnarna (Degerfors socken, Västerbotten, 715357-167997)
Rönnträsktjärnarna är en sjö i Vindelns kommun i Västerbotten och ingår i Umeälvens huvudavrinningsområde.